# Floris Cohen
Hendrik Floris Cohen (Haarlem, 1º luglio 1946) è uno storico della scienza olandese, professore di storia comparata delle scienze naturali. Nel 2008, Cohen ha vinto il Premio Eureka! per il suo libro La ri-creazione del mondo.

## Biografia
Cohen ha studiato storia presso l'Università di Leida e si è laureato nel 1970 in storia sociale ed economica e poi in storia della scienza. Nel 1974 ha conseguito il dottorato di ricerca con una tesi di laurea sul rinnovamento del socialismo. L'orientamento politico della socialdemocrazia olandese 1919-1930 sulla spinta a innovare nella socialdemocrazia olandese nel primo decennio dopo la prima guerra mondiale.
Dal 1975 al 1982 ha lavorato come assistente di ricerca presso il Museo Boerhaave di Leida. Dal 1982 al 2001 è stato professore di storia delle scienze naturali all'Università di Twente. Dal 1984 al 1991 ha anche regolarmente scritto colonne sulla scienza e l'università per il giornale Trouw. Nel 2007 è stato nominato professore su invito speciale in Storia comparata delle scienze naturali all'Università di Utrecht.

### Famiglia
Floris Cohen è fratello di Job Cohen, ex sindaco di Amsterdam e figlio dello storico Dolf Cohen.

## Opere
- (NL)  1974: Om de vernieuwing van het socialisme. De politieke orientatie van de Nederlandse sociaal-democratie, 1919-1930, Universitaire Pers Leiden, Leiden, Niederlande.
- (NL)  1975: De strijd om de accademie: De Leidse universiteit op zoek naar een bestuursstruktuur (1967–1971). Uitgevereij Boom, Meppel.
- (EN)  1984: Quantifying Music: The Science of Music at the First Stage of the Scientific Revolution, 1580 - 1650, Reidel (seit 2004 Springer), Dordrecht ISBN 90-277-1637-4.
- (EN)  1994: The Scientific Revolution. A Historiographical Inquiry, University of Chicago Press, Chicago ISBN 0-226-11280-2.
- (NL)  2007: De herschepping van der wereld. Het ontstaan van de moderne natuurwetenschap verklaard, Bert Bakker, Amsterdam
  - (DE)  2010: Die zweite Erschaffung der Welt, Übersetzt von Andreas Ecke und Gregor Seferens, Campus Verlag, Frankfurt am Main/New York ISBN 978-3-593-39134-2.
- (NL)  2010: Isaac Newton en het ware weten (Isaak Newton und das wahre Wissen), Bert Bakker, Amsterdam ISBN 978-90-351-3454-6.
- (EN)  2010: How Modern Science Came Into the World. Four Civilizations, One 17th Century Breakthrough, Amsterdam University Press, Amsterdam ISBN 978-90-8964-239-4.